# Wasserstraßen- und Schifffahrtsamt Duisburg-Rhein
Das Wasserstraßen- und Schifffahrtsamt Duisburg-Rhein (WSA Duisburg-Rhein) war ein Wasserstraßen- und Schifffahrtsamt in Deutschland. Es gehörte zum Dienstbereich der Generaldirektion Wasserstraßen und Schifffahrt, vormals Wasser- und Schifffahrtsdirektion West.
Durch die Zusammenlegung der Wasserstraßen- und Schifffahrtsämter Bingen, Köln und Duisburg-Rhein ging es am 30. Januar 2020 im neuen Wasserstraßen- und Schifffahrtsamt Rhein auf.

## Zuständigkeitsbereich

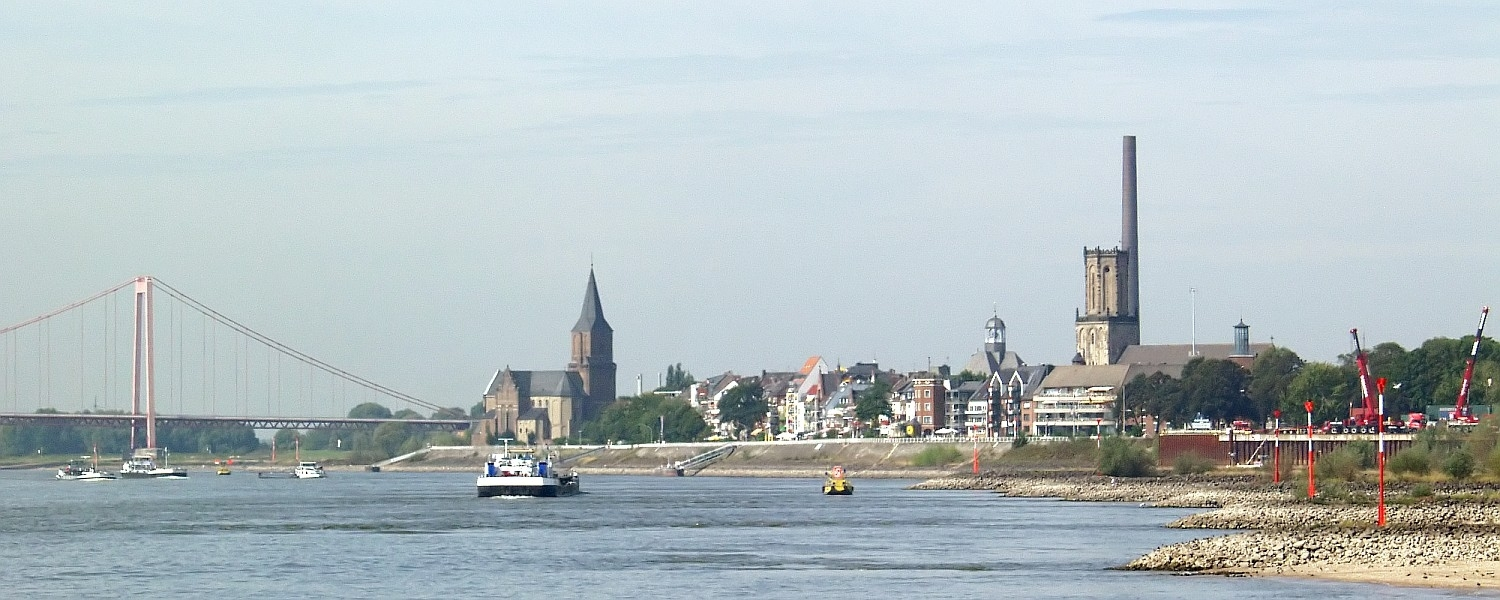
Rhein bei Emmerich

Das Wasserstraßen- und Schifffahrtsamt Duisburg-Rhein war zuständig für die Bundeswasserstraßen Rhein von der Stadtgrenze Duisburg/Krefeld (Rhein-km 759,7) bis zur Grenze zu den Niederlanden (Rhein-km 865,52, linkes Rheinufer und Rhein-km 857,67, rechtes Rheinufer) und den Schifffahrtsweg Rhein-Kleve.

## Aufgabenbereich
Zu den Aufgaben des Wasserstraßen- und Schifffahrtsamtes Duisburg-Rhein gehörten:
- Unterhaltung der Bundeswasserstraßen im Amtsbereich
- Betrieb und Unterhaltung baulicher Anlagen, z. B. Schleusen und Brücken
- Aus- und Neubau
- Unterhaltung und Betrieb der Schifffahrtszeichen
- Messung von Wasserständen
- Übernahme strom- und schifffahrtspolizeilicher Aufgaben.

Das Wasserstraßen- und Schifffahrtsamt Duisburg-Rhein betrieb u. a. das Taucherglockenschiff Carl Straat.

## Außenbezirke
Zum Wasserstraßen- und Schifffahrtsamt Duisburg-Rhein gehörten die Außenbezirke in Emmerich, Wesel und Duisburg.
- Der Außenbezirk Emmerich war zuständig für den Rhein von der deutsch-niederländischen Grenze bis Xanten-Obermörmter bzw. Xanten-Vynen (Rhein-km 833,0) sowie den Schifffahrtsweg Rhein-Kleve.
- Der Außenbezirk Wesel war zuständig für den Rhein von Rheinberg-Orsoy (Rhein-km 795,0) bis Obermörmter bzw. Vynen (Rhein-km 833,0).
- Der Außenbezirk Duisburg war zuständig für den Rhein von Krefeld-Bockum (Rhein-km 759,7) bis Rheinberg-Orsoy (Rhein-km 795,0).

## Revierzentrale Duisburg
Das Wasserstraßen- und Schifffahrtsamt Duisburg-Rhein betrieb die Revierzentrale Duisburg. Die Revierzentrale überwacht rund um die Uhr den Verkehr im Verkehrsgebiet Niederrhein und westdeutsche Kanäle (Rhein zwischen der deutsch-niederländischen Grenze bis Rolandseck, Rhein-km 640, Schifffahrtsweg Rhein-Kleve, Wesel-Datteln-Kanal, Rhein-Herne-Kanal, Ruhr, Dortmund-Ems-Kanal, Datteln-Hamm-Kanal) und den Küstenkanal. Die Revierzentrale wurde 1993 in Betrieb genommen und im 2009 grundlegend modernisiert.
Die Revierzentrale Duisburg betreibt auch den Nautischen Informationsfunk (NIF) und das 1995 eingeführte Melde- und Informationssystem Binnenschiffahrt (MIB).
- Der Nautische Informationsfunk dient dem Austausch von Nachrichten zwischen Verkehrsteilnehmern auf den Wasserstraßen im von der Revierzentrale überwachten Gebiet.
- Das Melde- und Informationssystem Binnenschiffahrt (MIB) erstreckt sich von Basel bis Rotterdam und auf dem Untermain. Es dient der Erfassung von Transportdaten bestimmter Schiffe durch die Revierzentralen. Die Daten werden bei Beginn einer Reise erstmals erfasst und während der Reise aktualisiert, so dass z. B. bei Schiffunfällen benötigte Daten für die Rettungsdienste und für die Gefahrenabwehr zuständigen Stellen zur Verfügung stehen.

## Kleinfahrzeugkennzeichen
Den Kleinfahrzeugen im Bereich des Wasserstraßen- und Schifffahrtsamtes Duisburg-Rhein wurden Kleinfahrzeugkennzeichen mit der Kennung DUR zugewiesen.